# 1938 у футболі
Нижче наведені футбольні події 1938 року у всьому світі.

## Події
- Відбувся третій чемпіонат світу, перемогу на якому здобула збірна Італії.

## Засновані клуби
- Іллічівець (футбольний клуб)
- Бохум (футбольний клуб) (Німеччина)

## Національні чемпіони
- Аргентина: Індепендьєнте (Авельянеда)
- Нідерланди: Феєнорд
- Італія: Інтернаціонале
- Парагвай: Олімпія (Асунсьйон)
- Польща: Рух (Хожув)
- Туреччина: Джюнеш
- УРСР : Дзержинець Луганськ